# 北京大学山鹰社
北京大学山鹰社成立于1989年4月1日，是中国大陸首家以登山、攀岩为主要活动的学生社团。
社团以走向自然、征服自我、不畏艰难、勇于进取、追求卓越为宗旨。社训：存鹰之心于高远，取鹰之志而凌云，习鹰之性以涉险，融鹰之神在山巅。
社团大型活动主要包括暑期登山、科考活动以及户外技能大赛，平时组织社员开展体能训练、攀岩、野营等各种形式的户外活动。自1990年起，已攀登过21座雪山，深入数座边陲少数民族村庄进行科考，成功举办了八届户外技能大赛。
社员以北京大学学生为主体，还包含留学生、外校学生以及社会各界人员等。成立至今，北大山鹰社注册社员已经超过7000人。目前，山鹰社已成为北京大学第一大社团，并多次蝉联北京大学品牌社团，在北大两百多个社团中脱颖而出，在北大师生中具有很大影响力，同时也是中国民间登山运动最有实力的登山团体之一，已培养出一大批青年登山爱好者和国家登山运动员，在社会上产生了广泛的影响。

## 登山
- 1990年，北大登山队首次攀登雪山，也是中国民间首次以社团形势攀登雪山。攀登对象是青海省内的东昆仑玉珠峰，海拔6178米，共有10人登顶。
- 1991年，攀登新疆的慕士塔格峰，海拔7546米。登顶未成功，在登山过程中参加过三次救援活动。
- 1992年，攀登海拔7117米的念青唐古拉中央峰，有三人成功登顶。同时，这也是中国人首次登顶中央峰。
- 1993年，北大登山队重回慕士塔格峰。这次山鹰社有十人登顶，并获得国家一级登山运动员称号。
- 1994年，山鹰社11人成功登上青海省内的各拉丹东峰，海拔为6621米。同时，这也是炎黄子孙第一次登上长江源头的雪峰。
- 1995年，北大山鹰社首次开展国际交流，与日本福冈大学联合攀登西藏的宁金抗沙峰，海拔7206米。登山队员共有4人登顶。
- 1996年，北大山鹰社有5人成功登顶位于青海的玛卿岗日峰，海拔6282米。
- 1997年，山鹰重回玉珠峰，这一次侧重于登山技术训练。这次活动有21人登顶，部分队员实现顶峰会合，这也是中国人首次从北坡登顶。
- 1998年，为庆祝北京大学建校100周年，北大登山队攀登世界第六高峰——海拔8201米的卓奥友峰，填补了国内业余登山组织登顶8000米高峰的空白。当时共有三人登顶。
- 1999年，北大登山队共有九人登顶新疆的克孜色勒峰，海拔6525米。同年，山鹰社成立中国民间第一支女子登山队，攀登海拔5588米的雪宝顶。但在这次活动中，队员周慧霞滑坠不幸遇难。
- 2000年，北大登山队9人登顶海拔6590米的桑丹康桑峰，同时这也是中国人第一次组队登顶该峰。
- 2001年，山鹰社选定的山峰是西藏的穷母岗日峰，共有10人登顶。队伍经受住了雪崩区、冰崩区的考验，逐步走向技术型攀登。
- 2002年，山鹰社经受了成立以来最大的一次考验，在攀登喜马拉雅山脉的希夏邦马西峰时，有五名队员于6700—6800米处遭遇雪崩遇难。
- 2003年，回到起点——东昆仑玉珠峰。这次攀登共有12人登顶，山鹰社也开始以“登山训练”为登山的主要目的的登山模式。
- 2004年，北大登山队16人登顶西藏启孜峰，这次登山活动仍然侧重于“技术训练”，并开始尝试山峰侦查。
- 2005年，五一假期山鹰社初次尝试阿尔卑斯式登山，并由七人登顶四川半脊峰。暑期登山活动中，再次登顶桑丹康桑。
- 2006年，五一假期四川半脊进行雪山技术训练。同年暑期，山鹰社共有15人成功登顶新疆博格达峰，属于高难度技术型攀登。
- 2007年，北大登山队共有13人登顶海拔6444米的西藏甲岗峰，实现了人类对这座未登峰的首登。
- 2008年，再次挑战七千米高峰，目标是新疆的考斯库拉克山峰，海拔7028米。这次队伍主要进行了长距离雪坡行走和山脊行走的锻炼。
- 2009年，以社庆20周年重回起点为主旋律进行青海玉珠峰攀登活动，全队17名队员的登顶。

## 科考活动
- 1992年暑期，组织赴青海希望工程社会考察团。
- 1993年暑期，组织赴新疆伊犁边境贸易考察团。
- 1995年暑期，组织赴云南丽江考察团，考察纳西文化、经济、教育等。编有报告书《丽江行》。
- 1996年暑期，组织赴青海果洛藏族自治州考察团，进行野生动物保护及经济、教育、民族风俗等多方面的考察。编有科考报告书《果洛纪行》。
- 1997年暑期，组织“重走西南联大路”考察团，横穿湘黔滇。编有科考报告书《风雨联大路》。
- 1998年暑期，组织赴西藏珠峰地区考察团，考察藏区传统与现代化的关系，并进行力所能及的“文化科技卫生三下乡”活动。编有科考报告书《走进珠穆朗玛》。
- 1999年暑假，组织新疆重走丝绸之路的社会科学考察团，考察丝绸之路面临新世纪的经济、教育等方面的发展。编有科考报告书《相约天山》。
- 2000年暑假，组织沿青藏公路全程考察。
- 2001年暑假，组织对西藏尼木县的社会各方面进行考察，编有报告书《有一个美丽的地方》。
- 2002年暑假，组织对西藏定日珠穆朗玛峰保护区进行考察，主要考察当地旅游业与其发展的相互关系。
- 2003年暑假，组织了对青海玉树地区进行考察，主要考察藏区儿童教育现状。
- 2004年暑假，组织了对西藏那曲地区进行考察，主要考察藏区妇女教育现状。
- 2005年暑假，组织了对西藏那曲地区进行考察，主要考察藏区儿童教育现状及青藏铁路。
- 2006年暑假，组织了对新疆阿勒泰地区进行考察，主要考察当地牧区的传统与现代化
- 2007年暑假，组织了对西藏林芝地区的考察，主要考察藏区儿童的教育状况和小额信贷的实施情况。
- 2008年暑期，组织对云南迪庆地区考察,主要了解纳西族东巴文化现状。
- 2009年暑期，组织青海黄河源曲麻莱县考察，主要关注点是黄河源头的教育情况。

## 户外技能大赛
山鹰社举办的“山鹰杯”全国高校户外技能大赛至今已经成功举办过四届。规模越来越大，参赛的队伍和选手也逐年增多，比赛水平也不断提升。在第四届已经有来自全国著名高校的二十多支大学生队伍参加，在大学生户外运动圈中拥有最大的影响力，展现山鹰社对大学生户外运动的领头作用。
第一届和第二届技能大赛在山鹰社内部进行，主要目的是内部社庆的庆祝活动，参赛是社内自发组队，也有少量的队伍来自外校如清华、北航等。第三届户外技能大赛已经达到一定的规模，形成了一定的规章流程。有北京及周围拥有户外社团大学的队伍参加比赛，作为户外社团交流的一个平台。第四届户外技能大赛规模进一步扩大，邀请的队伍达到20多支队伍。第五届山鹰社技能大赛在前四届的基础上有了更加详细的计划，参赛队伍已经达到了24支。
除了竞技比赛以外还设有一个户外高校论坛，用于全国高校户外社团之间的交流。

## 攀岩
- 1989年10月，参加第三届全国攀岩赛，力克强手，获男子双人结组亚军。
- 1990年5月，参加首届北京高校攀岩赛，获男女冠亚军，获团体总分第一名。
- 1990年7月，参加第四届全国攀岩赛，获男单亚军、第五名，女单第六名。团体总分居全国第二名。
- 1994年10月，参加第六届全国攀岩赛，获男单第八名。
- 1996年9月，参加河南辉县百泉攀岩邀请赛，获男单第八名。
- 1998年7月，参加华山“钟楼杯”国际攀岩邀请赛，获自然场地女子第八名。
- 1999年9月，参加全国攀岩锦标赛，获男子速度赛第二名，难度赛第三名，女子第八名。
- 2000年1月，参加第二届全国攀冰锦标赛获男子冠军，女子亚军、第六名。
- 2000年10月，参加第八届全国攀岩赛，北大95级学生赵雷获男子全国冠军。
- 2001年5月，主办飘柔杯全国攀岩邀请赛。取得男子难度亚军、女子难度冠军、男子速度冠亚军、女子速度亚军。
- 2004年9月主办第二届全国大学生攀岩锦标赛。取得俱乐部团体冠军，专业组男子难度第八名，新人组男子速度亚军，女子难度冠军、亚军 ，速度冠军。
- 1997年在北京大学一体建立一座达到国际标准的人工岩壁，揭开了北大攀岩运动的新篇章。
- 2001年改造原有岩壁，使其成为全国技术水平最高的几座岩壁之一，具有了承办全国性攀岩比赛的实力。
- 2007年，建成全国高校中规模最大的抱石墙。

## 出版物
- 《八千米生命高度》，记载山鹰社十余年成长经历的书籍。《八千米生命高度》于1999年末正式出版，在社会上造成较大影响。北大山鹰社是国内第一个拥有正式出版物的学生社团。
- 《登山手册》，北京大学山鹰社登山手册，记录了北京大学十五年登山的翔实资料，包括活动组织，进程、后期总结，登山路线，难点分析等等。该书的出版填补了中国民间登山的空白。
- 《巅峰记忆》，纪录片，回顾2002年山难，2010年11月公映。[1]

## 山难
- 1999年8月1日，山鹰社成员周慧霞攀登四川省雪宝顶峰时，发生高原反应，因未结组，滑坠[2]，不幸遇难。[3]
- 2002年8月7日，山鹰社成员林礼清，卢臻，雷宇，杨磊和张兴佰，在冲顶希夏邦马峰时，遭遇雪崩，不幸遇难。[4][5][6]

## 外在链接
- 北京大学山鹰社官网
- 豆瓣网：北大山鹰社登山手册（页面存档备份，存于）